# كاتلين ليهي
كاتلين ليهي (بالإنجليزية: Caitlin Leahy)‏ هي ممثلة أمريكية، ولدت في 1 مايو 1989 في شيكاغو في الولايات المتحدة.

## أعمال

### أفلام
- (2018) شمشون